# Natação nos Jogos Pan-Americanos de 2003 - 800 m livre feminino
O evento dos 800 m livre feminino nos Jogos Pan-Americanos de 2003 foi realizado em 16 de agosto de 2003. 
Nesta prova, Kristel Köbrich ganhou a primeira medalha do seu país na natação em toda a história dos Jogos Pan-Americanos.

## Medalhistas
| Ouro   | USA Morgan Hentzen  |
| Prata  | USA Rachel Burke    |
| Bronze | CHI Kristel Köbrich |

## Recordes
| Recorde mundial       | Janet Evans (USA)     | 8:16.22 | 20 de agosto de 1989 | Tóquio   |
| Recorde pan-americano | Kaitlin Sandeno (USA) | 8:34.65 | 06 de agosto de 1999 | Winnipeg |

## Resultados
| Posição | Nadadora                  | Tempo   |
| ------- | ------------------------- | ------- |
| 1       | Morgan Hentzen (USA)      | 8:36.54 |
| 2       | Rachel Burke (USA)        | 8:37.61 |
| 3       | Kristel Köbrich (CHI)     | 8:43.90 |
| 4       | Julie Gravelle (CAN)      | 8:45.82 |
| 5       | Nayara Ribeiro (BRA)      | 8:53.64 |
| 6       | Ana Muniz (BRA)           | 9:00.42 |
| 7       | Maya Beaudry (CAN)        | 9:01.61 |
| 8       | Sonia Álvarez (PUR)       | 9:03.48 |
|         |                           |         |
| 9       | Tania Galindo (MEX)       | 9:13.51 |
| 10      | Kaitlyn Elphinstone (CAY) | 9:25.06 |
| 11      | Karina Clavo (PER)        | 9:31.88 |